# Współczynnik wagowy tkanki
Współczynnik wagowy tkanki {\displaystyle w_{T}} – mnożnik równoważnika dawki w danym narządzie lub tkance, pozwalający na uwzględnienie różnych stopni czułości charakteryzujących poszczególne narządy i tkanki z punktu widzenia możliwości wywołania przez promieniowanie skutków stochastycznych i obliczenie dawki skutecznej.
Wartości współczynników wagowych dla poszczególnych narządów i tkanek przedstawia poniższa tabela. Wartości te są zaleceniem ICRP 60. Wartości mogą się różnić w poszczególnych krajach w zależności od lokalnych regulacji prawnych.
| Tkanka, narząd        | Współczynnik wagowy {\displaystyle w_{T}} |
| --------------------- | ----------------------------------------- |
| gruczoły piersiowe    | 0,12                                      |
| czerwony szpik kostny | 0,12                                      |
| jelito grube          | 0,12                                      |
| płuca                 | 0,12                                      |
| żołądek               | 0,12                                      |
| pozostałe tkanki      | 0,12                                      |
| gonady                | 0,08                                      |
| pęcherz moczowy       | 0,04                                      |
| wątroba               | 0,04                                      |
| przełyk               | 0,04                                      |
| tarczyca              | 0,04                                      |
| skóra                 | 0,01                                      |
| powierzchnia kości    | 0,01                                      |
| gruczoły ślinowe      | 0,01                                      |
| mózg                  | 0,01                                      |